# Kiriakos Bojadzis
Kiriakos Bojadzis (gr. Κυριάκος Μπογιατζής; ur. 25 marca 1956) – grecki zapaśnik walczący w stylu wolnym. Olimpijczyk z Los Angeles 1984, gdzie odpadł w eliminacjach w kategorii 74 kg.
- Turniej w Los Angeles 1984

Pokonał Craiga Greena z Australii, a przegrał z Martinem Knospem z RFN i Markiem Mongeonem z Kanady.